# فلنوك
الفُلْنُوك (الاسم العلمي: Eupleres) هو جنس من نوعين من ثدييات الفلنوكيات الشبيهة بالنمس موطنها الأصلي مدغشقر. وهي في الأساس حيوانات أرضية وتستهلك اللافقاريات بشكل أساسي.

## أنواعه
- الفلنوك الشرقي، Eupleres goudotii
- الفلنوك الغربي [الإنجليزية]، Eupleres major